# Wicked!
Pour les articles homonymes, voir Wicked.
Albums de Scooter
Our Happy Hardcore
(1996) Age of Love
(1997)
Wicked! est le troisième album studio du groupe allemand Scooter, commercialisé en 1996, composé de deux singles, I'm Raving, et Break It Up. L'album est accueilli d'un 7,5 sur 10 sur Random.Access.

## Liste des titres
Toutes les chansons sont écrites par H.P. Baxxter, Rick J. Jordan, Jens Thele, et Ferris Bueller, sauf I'm Raving qui est écrite par Marc Cohn ; et Don't Let It Be Me et Break It Up par Nosie Katzmann.
1. Wicked Introduction – 1:44
2. I'm Raving – 3:28
3. We Take You Higher – 4:22
4. Awakening – 4:26
5. When I Was a Young Boy – 3:58
6. Coldwater Canyon – 5:16
7. Scooter Del Mar – 4:58
8. Zebras Crossing the Street – 4:58
9. Don't Let It Be Me – 3:59
10. The First Time – 5:25
11. Break It Up – 3:39

## Classements
| Classements (1996)                 | Meilleure position |
| ---------------------------------- | ------------------ |
| Allemagne (Media Control AG)       | 22                 |
| Autriche (Ö3 Austria Top 40)       | 30                 |
| Finlande (Suomen virallinen lista) | 5                  |
| Hongrie (Mahasz)                   | 2                  |
| Suède (Sverigetopplistan)          | 33                 |
| Suisse (Schweizer Hitparade)       | 38                 |